# Antiguo edificio de la Facultad de Derecho
El antiguo edificio de la Facultad de Derecho es una edificación de estilo neoclásico, diseñado por el arquitecto belga Agustín Goovaerts en 1925. Se encuentra ubicado en el centro de la ciudad de Medellín, Colombia, justo en la parte posterior del edificio San Ignacio cuna de la Universidad de Antioquia -U. de A.-. Originalmente fue la sede de la Facultad de Derecho de dicha universidad, luego fue ocupado por el Colegio Javiera Londoño  Centro de Idiomas de la U. de A, y del Instituto Confucio para la enseñanza del chino mandarín, además, alberga diferentes proyectos de extensión de la Universidad de Antioquia.

## Historia
En el transcurso del siglo XIX y durante las dos primeras décadas del siglo XX, la Escuela de Derecho se destacó al obtener un amplio reconocimiento en Colombia, que se basó en gran medida a la calidad tanto de sus profesores como de sus graduados. Pero, fue en el año de 1925 cuando se le proporcionó a la Escuela una edificación adecuada para el desarrollo de sus actividades académicas y de extensión, como sucedía paralelamente con la remodelación del edificio de San Ignacio y la construcción del edificio de la Facultad de Medicina. En particular, la nueva edificación fue diseñada por el arquitecto belga Agustín Goovaerts quien había sido contratado por la Gobernación de Antioquia para el cargo de Ingeniero Arquitecto del Departamento, dicha edificación tuvo en su momento mucha trascendencia, ya que con ella la ciudad de Medellín celebró 250 años de la fundación de la Villa de la Candelaria.
La construcción del edificio inició con el evento protocolario de bendecir los planos de la obra y poner la primera piedra en un terreno ubicado en la carrera Girardot. El capital necesario para comenzar el proyecto fueron facilitados por la Asamblea Departamental de Antioquia y la obra se concluyó en la década del treinta, luego de superar las problemas económicos que causó el desplome de la bolsa en 1929.
El edificio en su costado sur, sirvió en los años treinta como sede a la Escuela Dental (hoy Facultad de Odontología), que había sido recientemente creada, y en la década del cuarenta albergó los elementos que pertenecieron al Museo Zea (hoy Museo de Antioquia). Además, en el edificio se estableció la Escuela de Ciencias Económicas, que dependía de la Escuela de Derecho hasta 1944.
Hasta la década de 1960 funcionó en el edificio la Escuela de Derecho, pues al ser construida la Ciudad Universitaria fue reubicada después en ella. Tiempo después la edificación fue destinada como centro de enseñanza a cargo de la institución Javiera Londoño, la cual ocupó las instalaciones durante varios años. Luego, el edificio regresó a la universidad, pero en un avanzado estado de deterioro físico, por lo cual en el 2007, la Alcaldía de Medellín invirtió 7000 millones de pesos en su restauración. En la actualidad la edificación alberga diferentes dependencia de varias unidades académicas de la Universidad de Antioquia, como el Departamento de Prácticas, la Coordinación de Extensión y Posgrados de la Facultad de Derecho y Ciencias Políticas, el Centro de Idiomas de la U. de A, y del Instituto Confucio para la enseñanza del chino mandarín, así como diferentes proyectos de extensión.